# Acalyptris arenosus
Acalyptris arenosus is een vlinder van de familie van de dwergmineermotten (Nepticulidae), van de onderfamilie van de Nepticulinae. De wetenschappelijke naam van deze soort is voor het eerst voorgesteld als Microcalyptris arenosus door Mark Isaakovitsj Falkovitsj in een publicatie uit 1966.
De soort komt voor in Oezbekistan en Turkmenistan.